# كيث أوسبورن
كيث أوسبورن هو لاعب هوكي الجليد كندي، ولد في 2 أبريل 1969 في تورونتو في كندا.

## وصلات خارجية
- كيث أوسبورن على موقع دوري الهوكي الوطني (الإنجليزية)
- كيث أوسبورن على موقع EliteProspects.com (الإنجليزية)
- كيث أوسبورن على موقع HockeyDB.com (الإنجليزية)
- كيث أوسبورن على موقع Hockey-Reference.com (الإنجليزية)